# 艾琳·斯蒂尔
艾琳·斯蒂尔（英語：Irene Steer，1889年8月10日—1977年4月18日），英国女子游泳运动员。她曾代表英国参加1912年夏季奥林匹克运动会游泳比赛，获得女子4×100米自由泳接力金牌。